# 奧托的奧德賽
《奧托的奧德賽》（英語：Alto's Odyssey）是一款以單板滑板為主題的無盡平台遊戲，由Snowman開發，於2018年首度發布，為2015年遊戲《奧托的歷險》的續作。該遊戲的玩法和前作大致相同，玩家角色會在隨機生成的地形中自動地往右滑行，藉此展開冒險。該遊戲於2018年2月21日首度發布iOS版（須付費），而Android版（免費）則於同年7月25日推出。

## 遊戲玩法
《奧托的奧德賽》的玩法和前作大致相同，玩家角色會在隨機生成的地形中自動地乘著單板滑板往右滑行，進行冒險。途中玩家可透過點擊螢幕來跳躍，躲避石頭或懸崖等會讓玩家輸掉的障礙物。跳躍時，玩家可按住螢幕操控角色在半空中進行特技。不過，該遊戲的背景從前作的雪地改至沙漠、峽谷和寺廟，且多了更多新設計，如蓮花、熱氣球、藤蔓、攀岩、移動軌道和水流等。除此之外，《奧托的奧德賽》中仍延續前作的「拍照模式」，讓玩家能在中途暫停遊戲時調整畫面進行拍照。該遊戲同前作一樣附有「禪模式」，當中玩家可以無盡重生。

## 開發與發布
《奧托的奧德賽》由加拿大獨立遊戲開發團隊Snowman花了3年的時間所開發，並於2016年12月公開消息。該遊戲原訂於2017年夏季推出，但製作團隊為了讓其「更臻完美」而延期。2018年2月12日，該遊戲的發布日期——2018年2月22日——隨著官方預告公開。2月21日，《奧托的奧德賽》的iOS版提前預計日期一天在App Store發布，要價4.99美元。7月25日，該遊戲登陸Android系統，供玩家免費下載遊玩。

## 反響
| 汇总媒体     | 得分        |
| ------------ | ----------- |
| GameRankings | iOS：89%    |
| Metacritic   | iOS：88/100 |

| 媒体        | 得分  |
| ----------- | ----- |
| TouchArcade | [ 4 ] |
| 口袋玩家    | 9/10  |

《奧托的奧德賽》所獲得的評價多為好評，並入圍許多獎項。
《奧托的奧德賽》在推出後廣受好評，評論匯總網站Metacritic的分數達88%。《TouchArcade》的卡特·道特森（Carter Dotson）稱讚該遊戲的氣氛「美麗動人」，沙漠背景「迷人至極」，且每一個小生物都有各自的特色，為每一次遊戲提供了不同風味。他也對遊戲中的天氣變幻和晝夜更迭給予極高評價。《口袋玩家》的哈利·史萊特（Harry Slater）給予該遊戲好評，表示「當你探索的這個世界是如此的生氣蓬勃又美麗，你甚至會玩到忘記時間」。

### 榮譽
| 年份   | 奖项                  | 类别                    | 结果 | 来源   |
| ------ | --------------------- | ----------------------- | ---- | ------ |
| 2018年 | Apple設計獎（Apple Design Awards）       | 最佳設計和創新          | 獲獎 | [ 15 ] |
| 2018年 | 玩家選擇獎            | 粉絲最愛的手機遊戲      | 提名 | [ 16 ] |
| 2019年 | 紐約遊戲獎（New York Game Awards）        | A-Train獎——最佳手機遊戲 | 提名 | [ 17 ] |
| 2019年 | 西南偏南遊戲獎        | 年度手機遊戲            | 提名 | [ 18 ] |
| 2019年 | 獨立遊戲節（IGF）大獎 | 出色視覺呈現            | 提名 | [ 19 ] |
| 2019年 | 獨立遊戲節（IGF）大獎 | 出色音效呈現            | 提名 | [ 19 ] |
| 2019年 | 游戏开发者选择奖      | 最佳手機遊戲            | 提名 | [ 20 ] |
| 2019年 | 英国学院游戏奖        | 最佳手機遊戲            | 提名 | [ 21 ] |
| 2019年 | 義大利遊戲大獎（Italian Video Game Awards）    | 最佳手機遊戲            | 提名 | [ 22 ] |

## 外部連結
- 官方网站（英文）